# Synaptula mortensenii
Synaptula mortensenii is een zeekomkommer uit de familie Synaptidae.
De wetenschappelijke naam van de soort werd in 1929 gepubliceerd door Svend Geisler Heding.